# イメージ・コミック
イメージ・コミック (Image Comics) は、1992年にトッド・マクファーレンとジム・リーとエリック・ラーセンとロブ・ライフェルドとマーク・シルヴェストリーとジム・ヴァレンティーノとウィルス・ポータシオが興したアメコミ出版社。
計7人が創設者であり共同パートナーであったが、ウィルス・ポータシオのみ妹の介護のためパートナーシップを辞退した。
アメコミではそれまで物語の著作権は出版側が所有することが一般的だった（詳細はアメリカン・コミックスにおけるクリエイターの権利を参照）が、イメージ社は物語の著作権を会社ではなく原作者が所有するという新しい形態「クリエーターオウンド」を打ち出した。当初はDCコミックスやマーベルコミックと同様に出版社全体で一つのワールドを共有する形式であり、別作品とのクロスオーバーも見られたが、早い段階で作家ごとに別々の世界観を所有する形式へ移行した。
アーティスト気質の高い作家を優先するため、所属作家が作品ごと他社に移籍するといったケースもある。
ポータシオ以外の6人はイメージ・コミックの傘下で個人それぞれの会社を設立。
- ロブ・ライフェルド - Extreme Studios（後にアウェイサム・コミックス（英語版）となる）

- エリック・ラーセン - ハイブラウ・エンターテインメント
- ジム・ヴァレンティーノ - Shadowline（英語版）
- トッド・マクファーレン - Todd McFarlane Entertainment
- マーク・シルヴェストリー - トップ・カウ・プロダクション
- ジム・リー - ワイルドストーム（英語版）
  - Homage comics（サブレーベル）

1999年にジム・リーはワイルドストームをDCコミックスに売却した。

## 代表作
- スポーン (Spawn)
- サヴェッジ・ドラゴン (The Savage Dragon)
- ザ・マックス (The Maxx)
- インヴィンシブル (Invincible)
- オムニマン（Omni-Man）
- ウォーキング・デッド (The Walking Dead)
- ザ・アストニシング・ウルフマン (The Astonishing Wolfman)
- バトル・ポープ (Battle Pope)
- ウェットワークス (Wetworks)
- ワイルドキャッツ（英語版）(Wildcats)
- ヤングブラッド (Youngblood)
- ジェンサーティーン (Gen13)
- パワーズ (Powers)
- ブラッドプール (Bloodpool)
- アストロシティ (第1作のみ)
- グローリー (Glory)
- ティーンエイジ・ミュータント・ニンジャ・タートルズ (第3作のみ)
- ボーン (Bone)
- インビンシブル（Invincible）
- モンストレス (Monstress)
- トーキョー・ゴースト（英語版） (Tokyo Ghost)

## 映像化作品

### 映画
| 公開日 | 公開日  | 題名                                                                                                  | 監督                                  |
| ------ | ------- | --- | ------------------------------------- |
| 1991年 | 3月21日 | ミュータント・タートルズ Teenage Mutant Ninja Turtles                                                 | スティーブ・バロン                    |
| 1992年 | 4月24日 | ミュータント・ニンジャ・タートルズ2 Teenage Mutant Ninja Turtles II: The Secret of the Ooze           | マイケル・プレスマン                  |
| 1994年 | 7月29日 | ミュータント・ニンジャ・タートルズ3 Teenage Mutant Ninja Turtles III                                  | スチュアート・ジラード                |
| 1995年 | 11月3日 | タンク・ガール Tank Girl                                                                              | レイチェル・タラレイ                  |
| 1998年 | 2月14日 | スポーン Spawn                                                                                        | マーク・A・Z・ディッぺ                |
| 2007年 | 3月25日 | ミュータント・タートルズ -TMMT- TMMT                                                                  | ケヴィン・マンロー                    |
| 2015年 | 2月7日  | ミュータント・タートルズ Teenage Mutant Ninja Turtles                                                 | ジョナサン・リーベスマン              |
| 2016年 | 8月26日 | ミュータント・ニンジャ・タートルズ：影＜シャドウズ＞ Teenage Mutant Ninja Turtles: Out of the Shadows | デイヴ・グリーン                      |
| 2020年 | 7月10日 | オールド・ガード Old Guard                                                                            | ジーナ・プリンス=バイスウッド         |
| 2022年 | 8月5日  | ライズ・オブ・ミュータント・タートルズ: THE MOVIE Rise of the Teenage Mutant Ninja Turtles: The Movie | アンディ・スリアーノ アント・ウォード |
| 2023年 | 9月22日 | ミュータント・タートルズ: ミュータント・パニック! Teenage Mutant Ninja Turtles: Mutant Mayhem         | ジェフ・ロウ                          |
| 2025年 | 7月2日  | オールド・ガード2 The Old Guard 2                                                                     | ヴィクトリア・マホーニー              |
| 2026年 | 2026年  | King Spawn                                                                                            | TBA                                   |
| 2026年 | 2026年  | Teenage Mutant Ninja Turtles: Mutant Mayhem Ⅱ                                                         | ジェフ・ロウ                          |
| TBA    | TBA     | Teenage Mutant Ninja Turtles: The Last Ronin                                                          | TBA                                   |
| TBA    | TBA     | Prophet                                                                                               | サム・ハーグレイブ                    |
| TBA    | TBA     | GOD COUNTRY                                                                                           | ジム・ミックル                        |

### テレビドラマ
| 題名                                                                             | シーズン | 話数 | 放送日（米国）/配信日（米国） | 放送日（米国）/配信日（米国） | 放送局  |
| 題名                                                                             | シーズン | 話数 | シーズン初回                  | シーズン最終回                | 放送局  |
| -------------------------------------------------------------------------------- | -------- | ---- | ----------------------------- | ----------------------------- | ------- |
| ウォーキング・デッド Walking Dead                                                | 1        | 6    | 2010年10月31日                | 2010年12月5日                 | AMC     |
| ウォーキング・デッド Walking Dead                                                | 2        | 13   | 2011年10月16日                | 2012年3月18日                 | AMC     |
| ウォーキング・デッド Walking Dead                                                | 3        | 16   | 2012年10月14日                | 2013年3月31日                 | AMC     |
| ウォーキング・デッド Walking Dead                                                | 4        | 16   | 2013年10月13日                | 2014年3月30日                 | AMC     |
| ウォーキング・デッド Walking Dead                                                | 5        | 16   | 2014年10月12日                | 2015年3月29日                 | AMC     |
| ウォーキング・デッド Walking Dead                                                | 6        | 16   | 2015年10月11日                | 2016年4月3日                  | AMC     |
| ウォーキング・デッド Walking Dead                                                | 7        | 16   | 2016年10月23日                | 2017年4月2日                  | AMC     |
| ウォーキング・デッド Walking Dead                                                | 8        | 16   | 2017年10月22日                | 2018年4月15日                 | AMC     |
| ウォーキング・デッド Walking Dead                                                | 9        | 16   | 2018年10月7日                 | 2019年3月31日                 | AMC     |
| ウォーキング・デッド Walking Dead                                                | 10       | 22   | 2019年10月6日                 | 2021年4月4日                  | AMC     |
| ウォーキング・デッド Walking Dead                                                | 11       | 24   | 2021年8月22日                 | 2022年11月20日                | AMC     |
| フィアー・ザ・ウォーキング・デッド Fear the Walking Dead                         | 1        | 6    | 2015年8月23日                 | 2015年10月4日                 | AMC     |
| フィアー・ザ・ウォーキング・デッド Fear the Walking Dead                         | 2        | 15   | 2016年4月10日                 | 2016年10月2日                 | AMC     |
| フィアー・ザ・ウォーキング・デッド Fear the Walking Dead                         | 3        | 16   | 2017年6月4日                  | 2017年10月15日                | AMC     |
| フィアー・ザ・ウォーキング・デッド Fear the Walking Dead                         | 4        | 16   | 2018年4月15日                 | 2018年9月30日                 | AMC     |
| フィアー・ザ・ウォーキング・デッド Fear the Walking Dead                         | 5        | 16   | 2019年6月2日                  | 2019年9月29日                 | AMC     |
| フィアー・ザ・ウォーキング・デッド Fear the Walking Dead                         | 6        | 16   | 2020年10月11日                | 2021年6月13日                 | AMC     |
| フィアー・ザ・ウォーキング・デッド Fear the Walking Dead                         | 7        | 16   | 2021年10月17日                | 2022年6月5日                  | AMC     |
| フィアー・ザ・ウォーキング・デッド Fear the Walking Dead                         | 8        | 12   | 2023年5月14日                 | 2023年11月19日                | AMC     |
| ウォーキング・デッド: ワールド・ビヨンド The Walking Dead: World Beyond          | 1        | 10   | 2020年10月4日                 | 2020年11月29日                | AMC     |
| ウォーキング・デッド: ワールド・ビヨンド The Walking Dead: World Beyond          | 2        | 10   | 2021年10月3日                 | 2021年12月5日                 | AMC     |
| ジュピターズ・レガシー Jupiter's Legacy                                          | 1        | 8    | 2021年5月7日                  | 2021年5月7日                  | Netflix |
| テイルズ・オブ・ザ・ウォーキング・デッド Tales of the Walking Dead               | 1        | 6    | 2022年8月14日                 | 2022年9月18日                 | AMC     |
| ウォーキング・デッド: デッド・シティ The Walking Dead: Dead City                 | 1        | 6    | 2023年6月18日                 | 2023年7月23日                 | AMC     |
| ウォーキング・デッド: ダリル・ディクソン The Walking Dead: Daryl Dixon           | 1        | 6    | 2023年9月10日                 | 2023年10月15日                | AMC     |
| ウォーキング・デッド: ダリル・ディクソン The Walking Dead: Daryl Dixon           | 2        | 6    | 2024年9月30日                 | -                             | AMC     |
| ウォーキング・デッド: ザ・ワンズ・フー・リブ The Walking Dead: The Ones Who Live | 1        | 6    | 2024年2月25日                 | 2024年3月31日                 | AMC     |

#### インプリント
| 題名                             | シーズン                         | 話数                             | 放送日（米国）                   | 放送日（米国）                   | 配信局                           |
| 題名                             | シーズン                         | 話数                             | シーズン初回                     | シーズン最終回                   | 配信局                           |
| トップ・カウ・プロダクション原作 | トップ・カウ・プロダクション原作 | トップ・カウ・プロダクション原作 | トップ・カウ・プロダクション原作 | トップ・カウ・プロダクション原作 | トップ・カウ・プロダクション原作 |
| -------------------------------- | -------------------------------- | -------------------------------- | -------------------------------- | -------------------------------- | -------------------------------- |
| ウィッチブレイド Walking Dead    | 1                                | 11                               | 2001年6月12日                    | 2001年8月21日                    | TNT                              |
| ウィッチブレイド Walking Dead    | 2                                | 12                               | 2002年6月16日                    | 2002年8月26日                    | TNT                              |